# بوتس: أ باكستوري
بوتس: أ باكستوري هو كتاب تاريخ جزئي أصدرته الصحفية هيذر رادكي عام 2022. يدرس التاريخ الثقافي للأرداف النسائية. لقد تلقى مراجعات إيجابية بشكل عام واختير في قوائم مجلة تايم ومجلة إسكواير وأمازون ومجلة بابليشرز ويكلي لأفضل الكتب للعام. نُشر في نوفمبر 2022 بواسطة شركة سايمون وشوستر وهو أول كتاب لرادكي.   

## المحتوى
يتناول الكتاب التاريخ الثقافي المحيط بأرداف النساء.   يتناول الاستغلال والتغيرات التاريخية في أزياء المرأة، والتغيرات التاريخية في مفاهيم الجاذبية الجنسية وتشوه الجسم، وفضح الاستخفاف بالجسد وكراهية النساء وتجارب الحياد الجنساني وبدع اللياقة البدنية وتحسين النسل، والاستحواذ الثقافي وتحقيق الدخل، والثقافة الشعبية والقوالب النمطية العنصرية والعنصرية العلمية الزائفة.       كما أنه يحقق في التطور النمائي للأرداف البشرية.   

## المؤلفة
رادكي هي مراسلة لراديولاب.  نشأت بالقرب من لانسينغ، ميشيغان. 
بعد تخرجها من الكلية عام 2005، التحقت رادكي بمعهد سولت للدراسات الوثائقية.  عاشت لمدة عشر سنوات في شيكاغو، حيث عملت في مكتبة نيوبيري ثم أمينة في متحف جين أدامز هال هاوس.    حصلت على درجة الماجستير في الأدب الواقعي من جامعة كولومبيا. تقوم بتدريس الكتابة الإبداعية في جامعة كولومبيا وأسست مبادرة الكاتب المسجونين بالجامعة. 
اعتبارًا من عام 2022، تعيش رادكي في مدينة نيويورك.   ولديها ابنة ولدت في يوليو 2022.  

## الاستقبال
تمت مراجعة الكتاب بشكل إيجابي في العديد من المنشورات الوطنية أُدرج في العديد من قوائم أفضل الكُتب. وصفت مجلة بابليشرز ويكلي الكتاب بأنه ذكي  ودراسة أساسية للأفكار والأحكام المسبقة حول الجسد الأنثوي، وأعطوه مراجعة مميزة وأدرجوه في قائمة أفضل الكتب الواقعية لعام 2022   أدرجته مجلة تايم ضمن 100 كتاب يجب قراءته لهذا العام.  وصفته مجلة إسكواير بأنه مُسلي للغايةوأفضل نوع من الكتب الواقعية - النوع الذي يجبرك على رؤية شيء عادي  من خلال عيون جديدة تمامًا وأدرجته في قائمة أفضل الكتب لعام 2022  وصفت مجلة المكتبة كتابات رادكي بأنها آسرة وأسلوبها بارع.  قامت أمازون بإدراجه في قائمة أفضل 20 كتابًا لهذا العام.  أدرجته إنس في قائمة أفضل الكتب لهذا العام. 
كانت بعض المراجعات أكثر تباينًا. وصفت واشنطن بوست الكتاب بأنه فائز ومبهج ومضيء لكنها وصفت المقدمة بأنها ضعيفة وغير مبررة  ووصفه كيركس بأنه كشف شامل عن رمزية وتاريخ وأهمية مؤخرة الأنثى في الثقافة الغربية لكنه قال إن بنية اللغة والجُمل في الكتاب متكررة بل ومُملة. 